# Štrkovec
Štrkovec este o comună slovacă, aflată în districtul Rimavská Sobota din regiunea Banská Bystrica. Localitatea se află la altitudinea de 169 m deasupra n.m., se întinde pe o suprafață de 4,35 km2 și în 2017 număra 390 de locuitori. Se învecinează cu Riečka, Rimavská Sobota și Chanava.

## Istoric
Localitatea Štrkovec este atestată documentar din 1323.

## Demografie
| An:                | 1994 | 2004   | 2014   | 2024   |
| ------------------ | ---- | ------ | ------ | ------ |
| Număr de persoane: | 356  | 352    | 382    | 368    |
| Diferență:         |      | −1,12% | +8,52% | −3,66% |

| An:                | 2023 | 2024   |
| ------------------ | ---- | ------ |
| Număr de persoane: | 377  | 368    |
| Diferență:         |      | −2,38% |